# Bernardina Cristina de Saxe-Weimar
Bernardina Cristina de Saxe-Weimar (5 de Maio de 1724 – 5 de Junho de 1757), foi uma princesa de Saxe-Weimar-Eisenach por nascimento e princesa de Schwarzburg-Rudolstadt por casamento.

## Vida
Era filha de Ernest Augusto I, Duque de Saxe-Weimar-Eisenach (1688-1748) e da sua primeira esposa, a princesa Leonor Guilhermina (1696-1726), filha de Emanuel Lebrecht, Príncipe de Anhalt-Köthen. Casou-se a 19 de Novembro de 1744 em Eisenach com João Frederico, Príncipe de Schwarzburg-Rudolstadt (1721-1767).
A princesa, que era descrita como sendo particularmente generosa, comprou o Handwerkerhof em Rudolstadt em 1756 e fundou a Abadia Bernardina para mulheres nobres nesse edifício. O seu brasão de armas continua a estar presente na entrada do edifício, como recordação do seu contributo. O edifício acabaria por ser alargado para acolher seis nobres. Para realizar este aumento, Bernardina comprou o edifício vizinho e ligou-o à abadia. Foi ela que escreveu a constituição da abadia.
No entanto, acabaria por não viver tempo suficiente para assistir à inauguração da abadia em 1757, tendo morrido aos trinta-e-três anos de idade. O seu marido ficou muito afectado com a sua morte e fez luto o resto da vida, nunca mais se voltando a casar.
Os retratos que Johann Ernst Heinsius pintou de Bernardina e do marido encontram-se em exposição no salão verde do Castelo de Heidecksburg.

## Descendência
Do seu casamento, Bernardina Sofia teve os seguintes filhosː
1. Frederica de Schwarzburg-Rudolstadt (17 de Agosto de 1745 -26 de Janeiro de 1778); casada com Frederico Carlos, Príncipe de Schwarzburg-Rudolstadt; com descendência.
2. Filho nado-morto (1746-1746)
3. Filo nado-morto (1747-1747)
4. Sofia Ernestina de Schwarzburg-Rudolstadt (5 de Junho de 1749 - 21 de Outubro de 1754), morreu aos cinco anos de idade.
5. Guilhermina de Schwarzburg-Rudolstadt (22 de Janeiro de 1751 - 17 de Julho de 1780); casada com Luís, Príncipe de Nassau-Saarbrücken; com descendência.
6. Henriqueta Carlota de Schwarzburg-Rudolstadt (29 de Maio de 1752 - 30 de Abril de 1756), morreu aos quatro anos de idade.

## Genealogia
| Bernardina Cristina de Saxe-Weimar | Pai: Ernesto Augusto I, Duque de Saxe-Weimar-Eisenach | Avô paterno: João Ernesto III, Duque de Saxe-Weimar      | Bisavô paterno: João Ernesto II, Duque de Saxe-Weimar            |
| Bernardina Cristina de Saxe-Weimar | Pai: Ernesto Augusto I, Duque de Saxe-Weimar-Eisenach | Avô paterno: João Ernesto III, Duque de Saxe-Weimar      | Bisavó paterna: Cristina Isabel de Schleswig-Holstein-Sonderburg |
| Bernardina Cristina de Saxe-Weimar | Pai: Ernesto Augusto I, Duque de Saxe-Weimar-Eisenach | Avó paterna: Sofia Augusta de Anhalt-Zerbst              | Bisavô paterno: João IV, Príncipe de Anhalt-Zerbst               |
| Bernardina Cristina de Saxe-Weimar | Pai: Ernesto Augusto I, Duque de Saxe-Weimar-Eisenach | Avó paterna: Sofia Augusta de Anhalt-Zerbst              | Bisavó paterna: Sofia Augusta de Holstein-Gottorp                |
| Bernardina Cristina de Saxe-Weimar | Mãe: Leonor Guilhermina de Anhalt-Köthen              | Avô materno: Emanuel Lebrecht, Príncipe de Anhalt-Köthen | Bisavô materno: Emanuel, Príncipe de Anhalt-Köthen               |
| Bernardina Cristina de Saxe-Weimar | Mãe: Leonor Guilhermina de Anhalt-Köthen              | Avô materno: Emanuel Lebrecht, Príncipe de Anhalt-Köthen | Bisavó materna: Ana Leonor de Stolberg-Wernigerode               |
| Bernardina Cristina de Saxe-Weimar | Mãe: Leonor Guilhermina de Anhalt-Köthen              | Avó materna: Gisela Inês de Rath                         | Bisavô materno: Baltasar Guilherme de Rath                       |
| Bernardina Cristina de Saxe-Weimar | Mãe: Leonor Guilhermina de Anhalt-Köthen              | Avó materna: Gisela Inês de Rath                         | Bisavó materna: Margarida Doroteia de Wuthenau                   |